# The Thrill of It All
The Thrill of It All – drugi album studyjny brytyjskiego piosenkarza Sama Smitha. Został wydany 3 listopada 2017 roku przez wytwórnię płytową Capitol. Album zadebiutował na szczycie notowania Billboard 200 z łączną sprzedażą 237 000 egzemplarzy, w kolejnym tygodniu spadł na drugą pozycję (66 tysięcy sprzedanych egzemplarzy). Pierwszym singlem promującym album został utwór „Too Good at Goodbyes”.

## Lista utworów
| Nr  | Tytuł utworu              | Autorzy | Produkcja                                | Długość |
| --- | ------------------------- | --- | ---------------------------------------- | ------- |
| 1.  | „Too Good at Goodbyes”    | Sam Smith, James Napier, Mikkel S.Eriksen, Tor Erik Hermansen | Steve Fitzmaurice, Jimmy Napes, StarGate | 3:21    |
| 2.  | „Say It First”            | Sam Smith, Napier, James Ho | Malay, Fitzmaurice, Napes                | 4:07    |
| 3.  | „One Last Song”           | Smith, Napier, Tyler Johnson | Fitzmaurice, Napes, Johnson              | 3:12    |
| 4.  | „Midnight Train”          | Smith, Napier, Ho | Fitzmaurice, Napes, Malay                | 3:27    |
| 5.  | „Burning”                 | Smith, Jason "Poo Bear" Boyd, Dominic Jordan, Jimmy Giannos | Fitzmaurice, Napes                       | 3:23    |
| 6.  | „Him”                     | Smith, Brendan Grieve, Reuben James | Fitzmaurice, Grieve                      | 3:10    |
| 7.  | „Baby, You Make Me Crazy” | Smith, Napier, Emile Haynie, Dennis Ronald Thomas, Woodrow Sparrow, Gene Redd Sr., George Melvin Brown, Claydes Smith, Richard Westfield, Robert Bell, Robert Mickens, Ronald Bell | Fitzmaurice, Napes, Haynie               | 3:27    |
| 8.  | „No Peace (feat. YEBBA)”  | Smith, Napier, Yebba Smith | Fitzmaurice, Napes                       | 4:43    |
| 9.  | „Palace”                  | Smith, Johnson, Camaron Ochs | Johnson                                  | 3:07    |
| 10. | „Pray”                    | Smith, Napier, Timbaland, Darryl Pearson, Larrance Dopson, Jose A. Valasquez | Timbaland, Fitzmaurice, Napes            | 3:41    |
|     |                           | |                                          | 35:38   |

## Notowania i certyfikaty

### Listy tygodniowe
| Lista przebojów (2017)                 | Najwyższa pozycja |
| -------------------------------------- | ----------------- |
| Australia (ARIA Charts)                | 2                 |
| Austria (Ö3 Austria Top 40)            | 7                 |
| Belgia (Ultratop 200 Albums, Flandria) | 1                 |
| Belgia (Ultratop 200 Albums, Walonia)  | 11                |
| Czechy (ČNS IFPI)                      | 15                |
| Dania (Album Top-40)                   | 1                 |
| Finlandia (Suomen virallinen lista)    | 10                |
| Francja (SNEP)                         | 15                |
| Hiszpania (PROMUSICAE)                 | 12                |
| Holandia (MegaCharts)                  | 1                 |
| Irlandia (IRMA)                        | 1                 |
| Japonia (Oricon)                       | 32                |
| Kanada (Billboard Canadian Albums)     | 1                 |
| Niemcy (GfK Entertainment)             | 8                 |
| Norwegia (VG-Lista)                    | 1                 |
| Nowa Zelandia (Recorded Music NZ)      | 1                 |
| Polska (OLiS)                          | 10                |
| Portugalia (AFP)                       | 3                 |
| Szwajcaria (Alben Top 100)             | 3                 |
| Szwecja (Sverigetopplistan)            | 1                 |
| USA (Billboard 200)                    | 1                 |
| Wielka Brytania (UK Albums Chart)      | 1                 |
| Włochy (FIMI)                          | 4                 |

### Certyfikaty
| Kraj                   | Certyfikat      | Sprzedaż |
| ---------------------- | --------------- | -------- |
| Australia (ARIA)       | złota płyta     | 35 000+  |
| Austria (IFPI Austria) | złota płyta     | 7 500+   |
| Dania (IFPI Dania)     | złota płyta     | 10 000+  |
| Francja (SNEP)         | złota płyta     | 50 000+  |
| Kanada (Music Canada)  | złota płyta     | 40 000+  |
| Polska (ZPAV)          | platynowa płyta | 20 000+  |
| Wielka Brytania (BPI)  | platynowa płyta | 300 000+ |